# Cão de trabalho

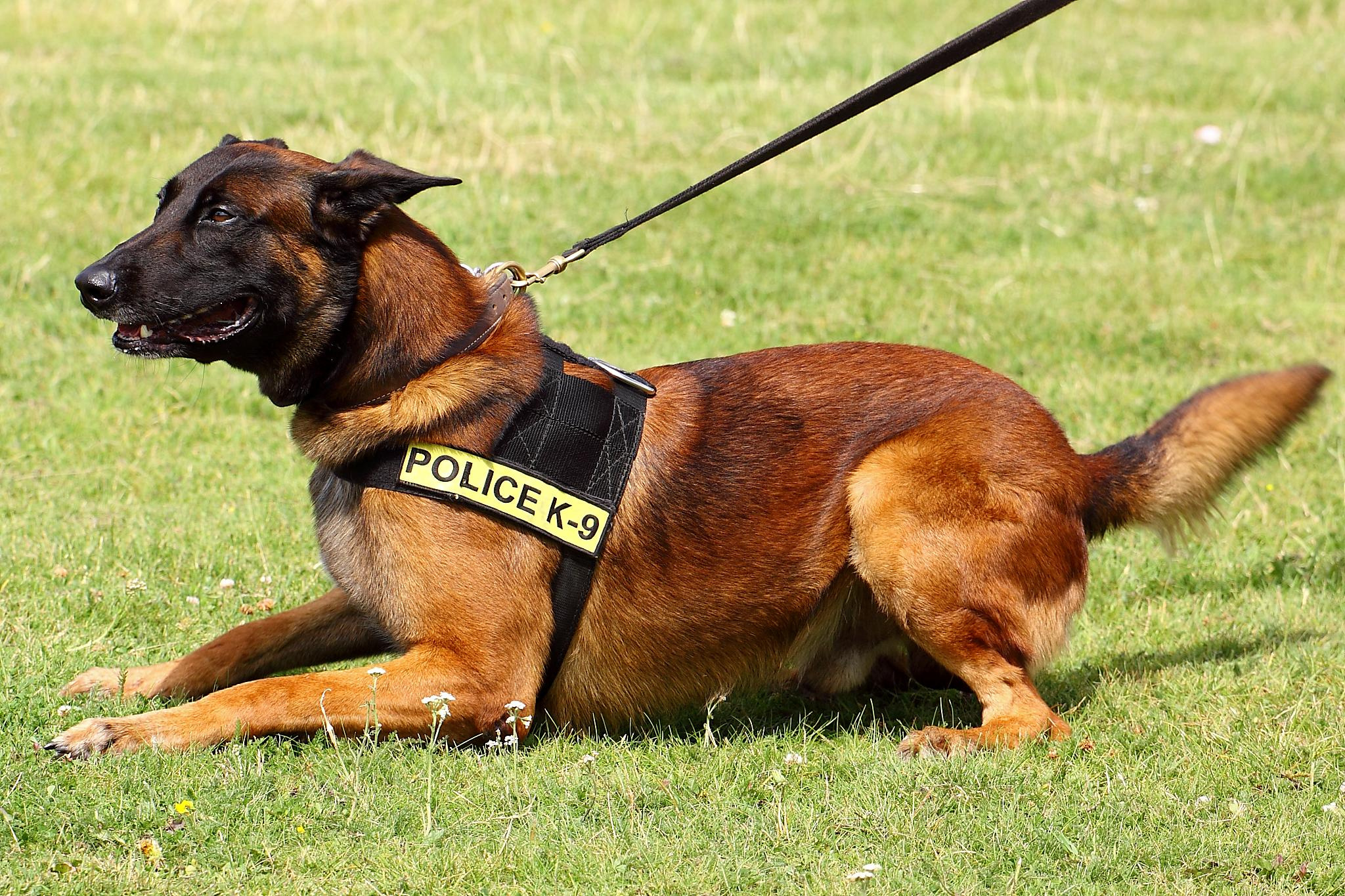
Cão pastor belga malinois, k9 de trabalho militar

Um cão de trabalho é um animal de trabalho, isto é, um tipo de cão que não é apenas um animal de estimação, mas útil para desempenhar uma função. O termo também corresponde a raça ou estirpe de cão produzida para este propósito.
As funções desempenhadas vão desde caça e guarda, a pastoreio, trabalho policial, etc.
Na Austrália, o termo é aplicado especificamente para cães meio-sangue utilizados na lida com gado bovino.

## Descrições ao redor do mundo

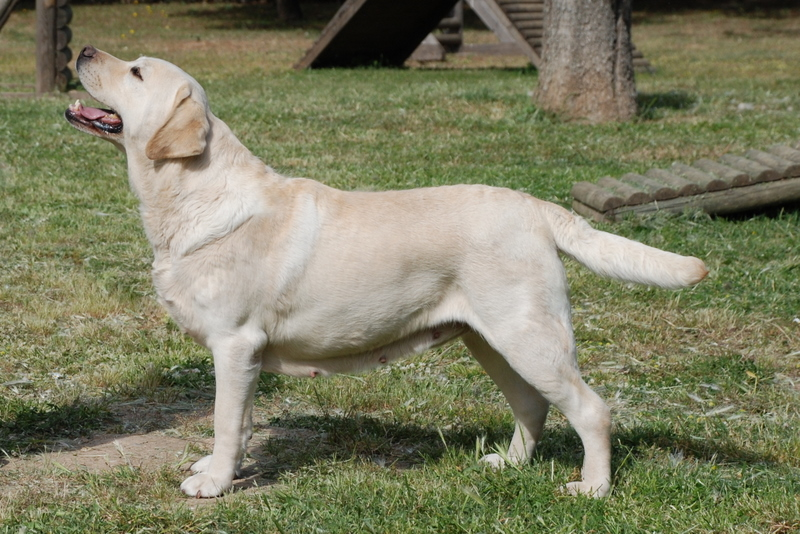
Um cão da raça Labrador Retriever de uma estirpe desenvolvida para shows de conformação (exposições).

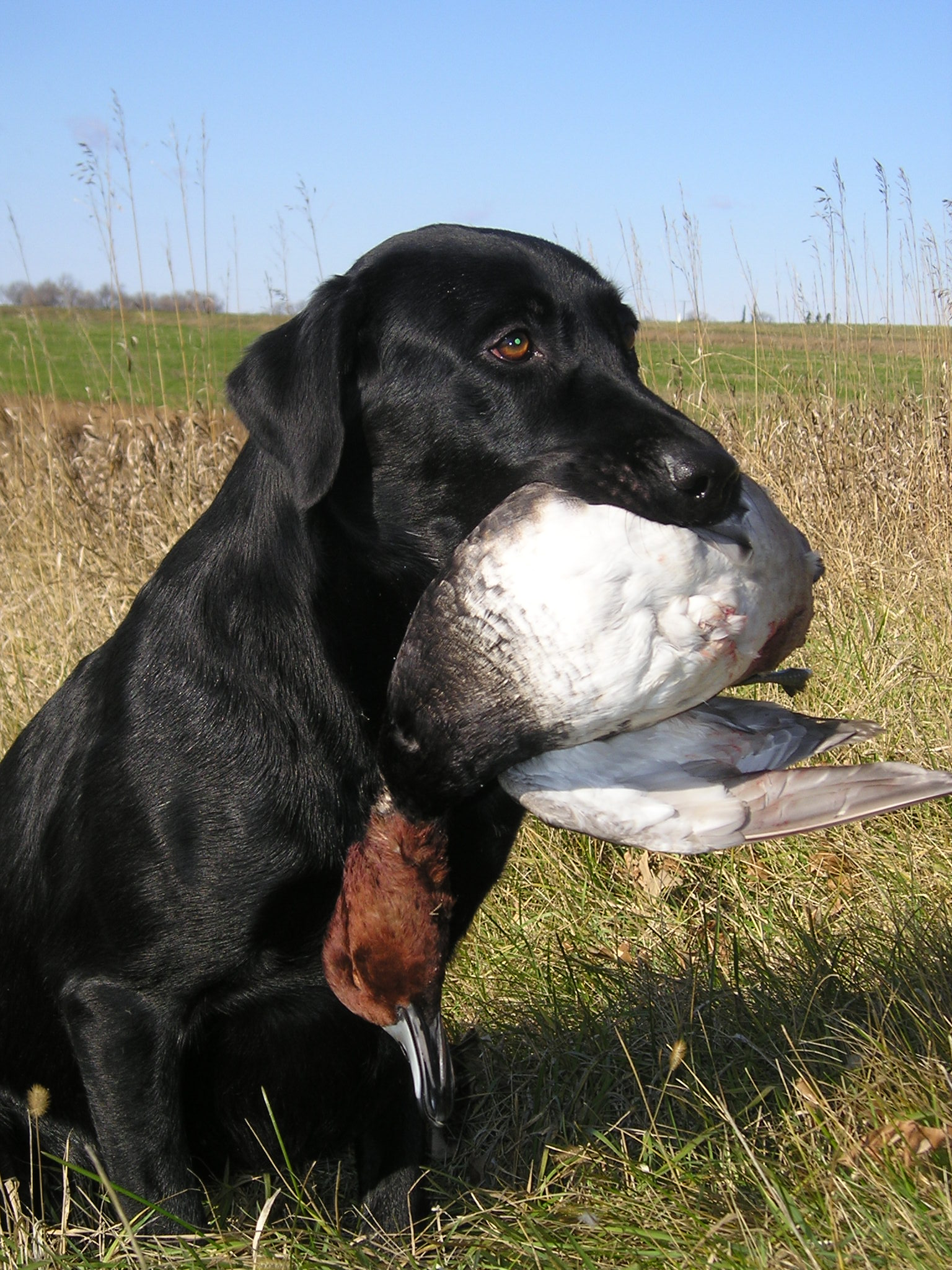
Um cão da raça Labrador Retriever. Neste caso, um cão de trabalho utilizado na caça de patos.

Dentro desta descrição geral, no entanto, existem várias maneiras em que o termo é usado ao redor do mundo.
- Para identificar qualquer cão que realiza ações em uma base regular para ajudar as pessoas. Neste contexto, um cão que ajuda um fazendeiro a gerenciar o gado ou que efetua acrobacias para um treinador recebendo recompensa por seus atos é um cão de trabalho. Este pode ser, em contraponto com um cão de companhia, cujo objetivo é, principalmente, ser um animal de estimação.
- Para distinguir entre os cães que são selecionados pela aparência, principalmente, para ganhar shows de conformação, e os cães de trabalho que são criados principalmente por sua capacidade de realizar uma tarefa. Por exemplo, um Border Collie que é um campeão de conformação não é necessariamente um bom cão de pastoreio, e um Border Collie que é um campeão em provas de pastoreio pode não ter êxito em exposições de beleza pela sua aparência fora do padrão. Também é possível que um exemplar se exceda, ganhando ao mesmo tempo na aparência e desempenho. Em muitos países com o sistema FCI é impossível para algumas raças de cães trabalho se tornarem campeãs de conformação sem ter passado adequadamente em testes de aptidão específicos de cada raça, testes que medem sua capacidade de trabalho.[carece de fontes?]

Para algumas raças, existem diferentes registros para o acompanhamento da ascendência de cães de trabalho e cães de exposição. Por exemplo, na Austrália, há registros (pedigrees e stud books) separados para os kelpies australianos de trabalho e os de exposição; o registro de trabalho incentiva a criação de qualquer Kelpie com um forte instinto de pastoreio, independentemente de sua aparência ou cor de pelagem; o registro de exposição incentiva a reprodução apenas entre os Kelpies, cujos antepassados eram registrados como cães de exposição e que têm apenas pelagem de cor sólida. Outras raças possuem apenas registros de cães de trabalho, independente dos registros de exposição; uma delas é o Boerboel — os criadores deste cão consideram que o reconhecimento pelo AKC, por exemplo, poderia danificar a base genética de trabalho se estivessem sempre a serem criados para as exposições.
- Como cães de raças faz-tudo cujo objectivo inicial era a de realizar tarefas que não se encaixam em uma categoria mais específica de trabalho. Por exemplo, até 1983 cães de pastoreio faziam parte do Grupo de Trabalho. O Grupo de Pastoreio foi criado, quando o Grupo de Trabalho tornou-se muito grande.[6] Hoje, o American Kennel Club usa a classificação Cães de Trabalho para descrever as raças que foram originalmente criadas para empregos no pastoreio ou na caça. Tais trabalhos podem incluir tração de carroças, guarda e assim por diante. No entanto, na prática, essas cães de 'exposição' sob o AKC não são adequados cães de trabalho, e de fato não são adequados para uso como tal. Muitas verdadeiras raças de trabalho ainda são muito valiosos como cães de trabalho, e sem eles as economias locais iriam sofrer. Um exemplo de uma raça como esta é o Pastor da Anatólia, sem a qual muitas ovelhas seriam mortas por exemplo por lobos selvagens e cães domésticos ferais, e na Namíbia, por chitas.

## Trabalhos desempenhados por cães[2]

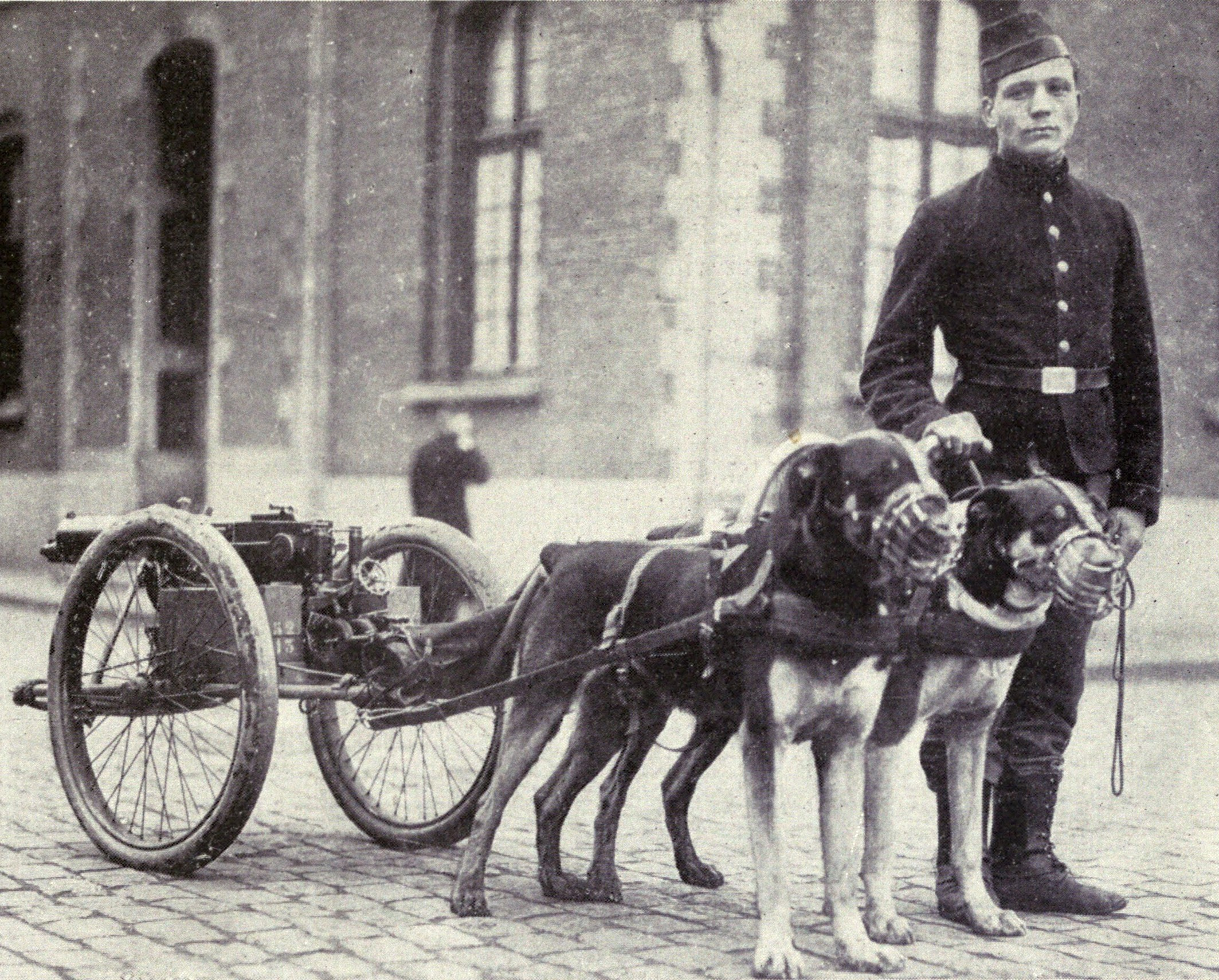
Cães de tração belgas, treinados para puxar uma Quick-firing gun. 1915.

Embora a maioria dos cães modernos sejam mantidos como animais de estimação, há ainda um grande número de funções em que os cães podem ajudar os seres humanos, e mais funções são encontrados a cada ano. A lista a seguir fornece uma ideia da versatilidade dos cães ao longo da história até hoje:

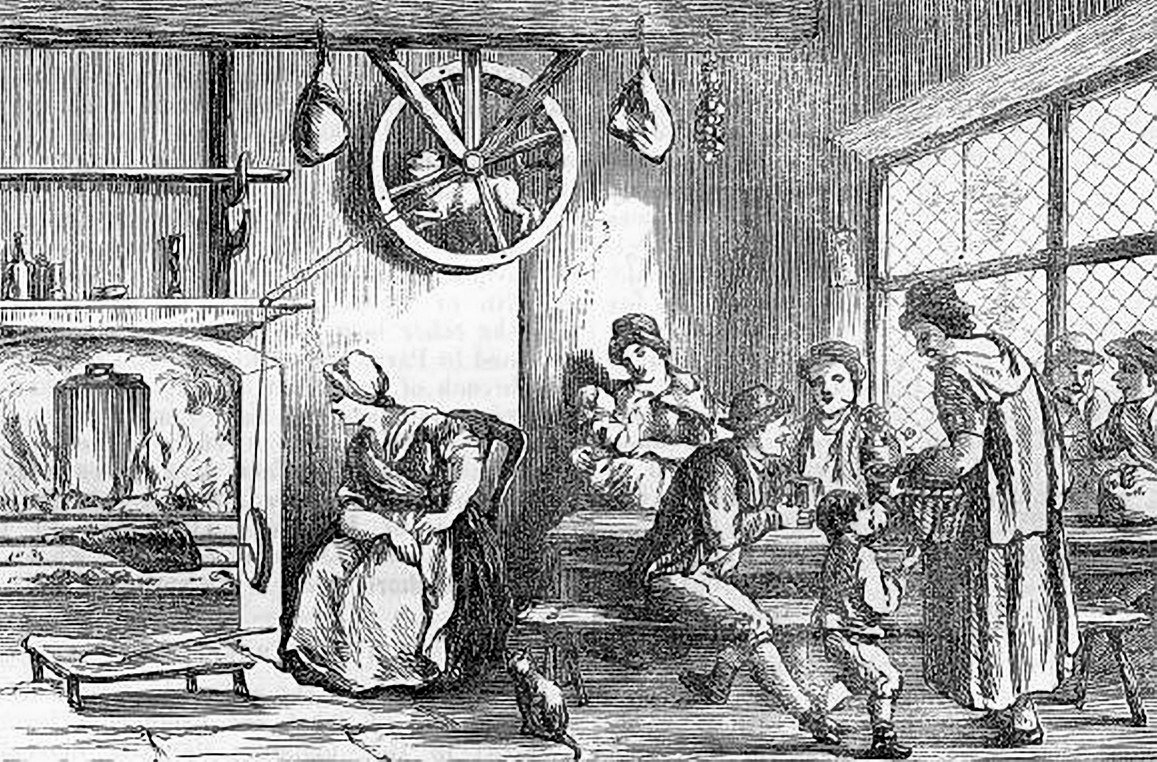
Cão "Turnspit" trabalhando

- Cão "Turnspit" trabalhandoCães Turnspit, antigamente era o nome dado à cães usados como uma fonte de energia. Eles giravam uma esteira conectada a um eixo. Arranjos semelhantes foram usados para tarefas domésticas, como amassar manteiga.
- Cães de tração eram usados para puxar carrinhos de fazendas, para vendedores ambulantes ou viajantes (carregando leite, peixe, ossos, carne, pão e outros produtos), para entregar correspondências e para puxar carrinhos transportando pessoas, tanto para transporte ou entretenimento. Eles foram usados na Primeira Guerra Mundial para puxar pequenas artilharias de campanha. Cães de tração às vezes tinham como guarda-costas outros cães para protegê-los de cães vadios.[7] Em 1839, a proibição de cães de tração em Londres e a posterior proibição de todos os cães de caça e um imposto sobre outros cães de trabalho, causaram a morte de mais de 150.000 cães, que foram substituídos em seu trabalho por crianças e adultos.[8]
- Cães de serviço ou assistência ajudam pessoas com várias deficiências em tarefas diárias. Alguns exemplos incluem cães de assistência de mobilidade para deficientes físicos, Cães-guia para deficientes visuais, e cães-ouvintes para deficientes auditivos.
- Cães de terapia visitam pessoas que estão incapacitadas ou impedidas de alguma forma de ter liberdade de movimento; estes cães proporcionam alegria e entretenimento para os idosos em instalações de asilos, doentes e feridos em hospitais, e assim por diante. O próprio ato de treinar cães também pode atuar como uma terapia para manipuladores humanos, como em um projeto de reabilitação de prisioneiros.
- Cães de resgate e busca ajudam as pessoas que estão em situações difíceis, como na água após um desastre de barco, perdido no deserto, que escapou de lares de idosos, encoberto por avalanches de neve, enterrado sob edifícios desmoronados, etc.
- Cães de pastoreio ainda são inestimáveis para os pastores de ovelhas e de gado (stockmen) em todo o mundo por agrupar; raças diferentes são usadas para os diferentes trabalhos envolvidos no trabalho com rebanhos e para guardar os rebanhos. Cães de pastoreio modernos ajudam a controlar o gado e os gansos selvagens em parques ou cabras usadas para o controle de ervas daninhas. Um cão bem treinado pode se adaptar para controlar qualquer tipo de animais domésticos e muitos animais selvagens.
- Cães de trenó, embora hoje sejam usados principalmente em eventos esportivos, ainda podem ajudar no transporte de pessoas e suprimentos em terrenos acidentados e nevados.
- Cães de performance como cães de circo e cães atores são treinados para realizar atos que não são intrinsecamente úteis, mas que proporcionam entretenimento para seu público ou permitem performances artísticas humanas.
- Cães de caça auxiliam os caçadores a encontrar, rastrear e recolher a presa, ou ao espantar pragas. Para animais de caça maiores, como javalis ou ursos, os cães podem ser treinados para manter a presa sob controle até que o caçador chegue, ou para atacá-los e segurá-los diretamente.

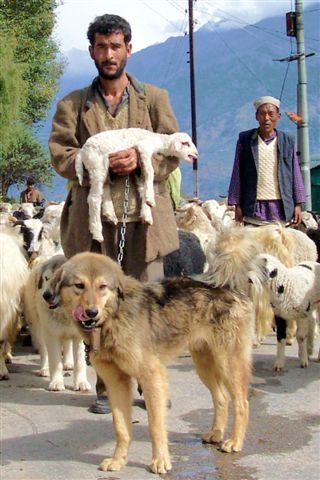
Pastor indiano e seu cão guardião de gado junto com rebanho de ovelhas.

- Cães de guarda e cães de vigia ajudam a proteger a propriedade privada ou pública, seja morando ou sendo usado para patrulhas, como nas forças armadas e em empresas de segurança.

- Cães rastreadores ajudam a encontrar pessoas e animais perdidos ou rastrear possíveis criminosos.
- Cão de detecção de Restos Humanos: Os cães usam sua capacidade de farejar para descobrir corpos ou restos humanos nas cenas de desastres, crimes, acidentes ou suicídios.
- Cães de detecção geral: de uma ampla variedade ajudam a detectar cupins e percevejos em casas, substâncias ilegais em bagagens, bombas, produtos químicos e muitas outras substâncias.
- Cães de guerra são usados pelas forças armadas em muitos dos mesmos papéis que os cães de trabalho civis, mas em um contexto militar. Além disso, tarefas militares especializadas, como detecção de minas ou colocação de cabos, foram atribuídas aos cães. Military Working Dog é o termo mais formal e atual para cães treinados para uso em tarefas militares.
- Cães policiais, também às vezes chamadas de Unidades K9, geralmente são treinados para rastrear ou imobilizar possíveis criminosos enquanto ajudam os policiais a fazer prisões ou investigar a cena de um crime. Alguns até são especialmente treinados para unidades antiterroristas, como na Áustria.
- Os cães às vezes são usados em programas para ajudar as crianças a aprender a ler. O programa Reading With Rover em Washington treinam cães com crianças que leram em voz alta para o cão. Esse processo gera confiança e reduz o estresse.[9]
- Cães de detecção de câncer têm sido reivindicado ser um método válido para detectar certos tipos de câncer. Esses cães geralmente são treinados para usar seu poderoso olfato em amostras de matéria biológica para determinar se são cancerígenas. Alguns tipos de câncer podem ser mais fáceis de detectar do que outros, e a eficácia da detecção do câncer canino é contestada.[10]
- Cães têm sido usados para ajudar a remover espécies invasoras como formigas-argentinas e Mexilhão quagga.

## Cães de busca e resgate

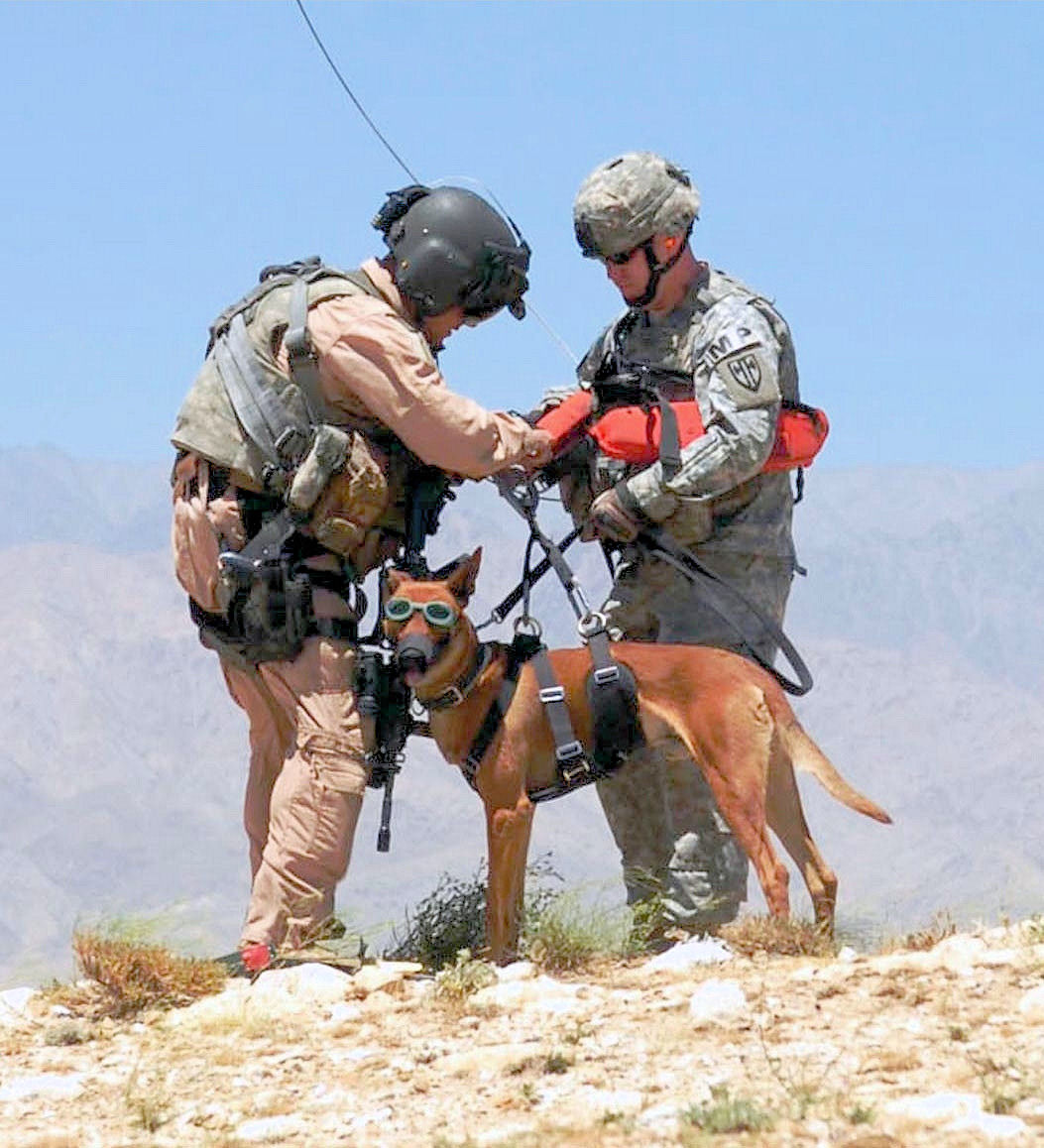
Soldado do Exército dos Estados Unidos com cão equipado, enquanto são desembarcados de helicóptero.

Os cães são comumente usados como trabalhadores de busca e resgate em casos de pessoas perdidas e em desastres. O São Bernardo foi historicamente utilizado na Europa, nos casos de avalanches e dos viajantes perdidos. Cães de busca são utilizados na busca de pessoas perdidas a cada ano salvando vidas humanas. Várias raças de cães foram usadas durante a 1ª Guerra Mundial para localizar os soldados feridos no campo. 
Várias cidades na Itália estão a fazer experiências com cães de trabalho como cães de resgate na água. Nesta situação, um forte e bem formado cão está equipado com dispositivos de flutuação e pula na água perto de um banhista se debatendo. O banhista, em seguida, agarra o cão e o animal o puxa até a costa.
O terra nova tem sido muito utilizado para o resgate da água, não só no litoral, mas a partir de barcos de pesca.

## Animais de estimação
A criação de cães de trabalho se originou a partir de seleção de cães altamente inteligentes[carece de fontes?], resistentes, e alertas sem raça definida, já que estas não existiam. Cães de trabalho surgiram quando os cães com semelhantes características desejáveis, tais como lealdade e bom temperamento, foram reproduzidos. Como resultado, muitas raças de trabalho passaram a ser procurados como animais de estimação da família. Para o trabalho de busca e resgate, raças típicas vistas na área incluem Labrador Retrievers, Border Collies, Pastor alemão e alguns membros do grupo hound. Estes cães devem ter um bom instinto de caça, o desejo de agradar o manipulador, capacidade de trabalhar sozinho, e ser sociável em locais públicos.
Cães de trabalho fazem excelente animais de estimação desde que os potenciais proprietários percebam que a estes cães deve ser dado 'trabalho' para fazer. Os cães que não estão a ser utilizados para o seu propósito original devem ser treinados a partir de uma idade jovem, e são mais adequados às pessoas e famílias ativas. Treinamento de obediência, esportes para cães, exposições informais, e de avaliação de trabalho são todos excelentes opções para essas raças enérgicas. O mínimo que eles devem ter são caminhadas diárias ou exercícios, em um nível adequado para a raça, brinquedos, jogos, e com a companhia humana.
Cães de trabalho que são deixados sozinhos ou ignorados tornam-se aborrecidos, entediados, barulhentos, e até neuróticos; eles podem apresentar mal-estar, letargia, comportamento destrutivo ou tentativa de fuga. Cães de trabalho escolhidos de forma inadequada como animais de estimação são muitas vezes entregues aos abrigo por estas razões.

## Raças de cães de trabalho

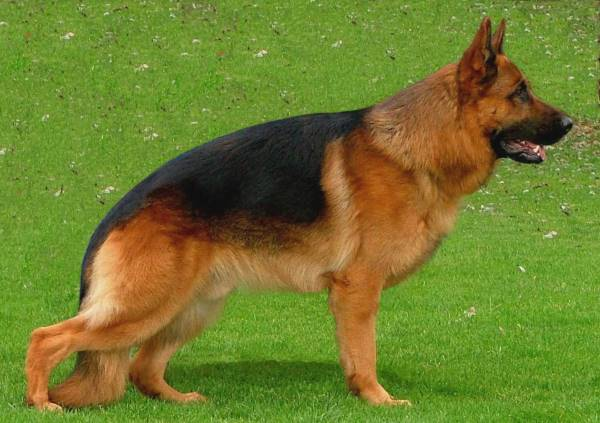
Cão da raça pastor-alemão de uma estirpe aprimorada para shows de conformação.

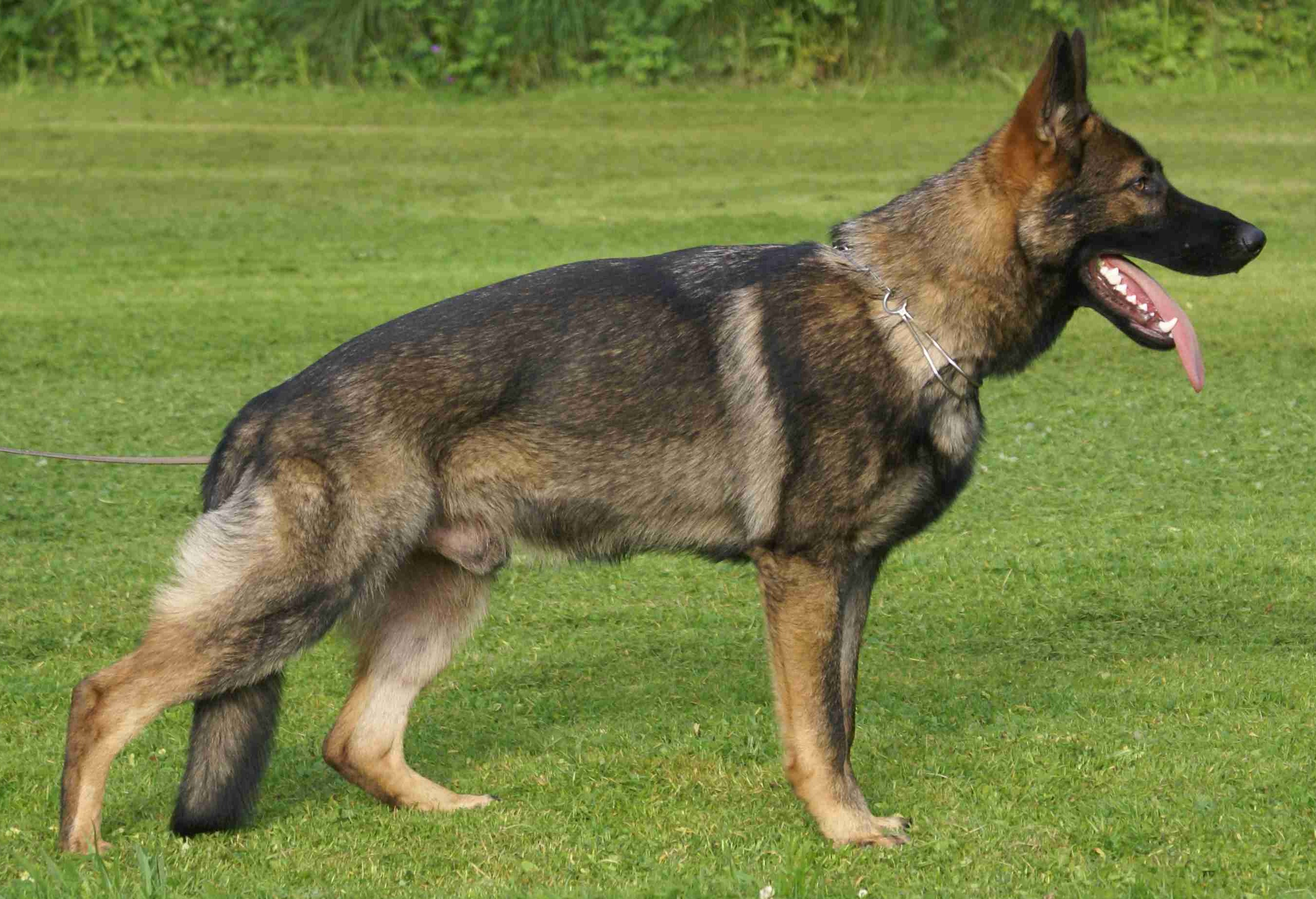
Cão da raça pastor-alemão de uma estirpe aprimorada para o trabalho (proteção, K9, esportes de competição)

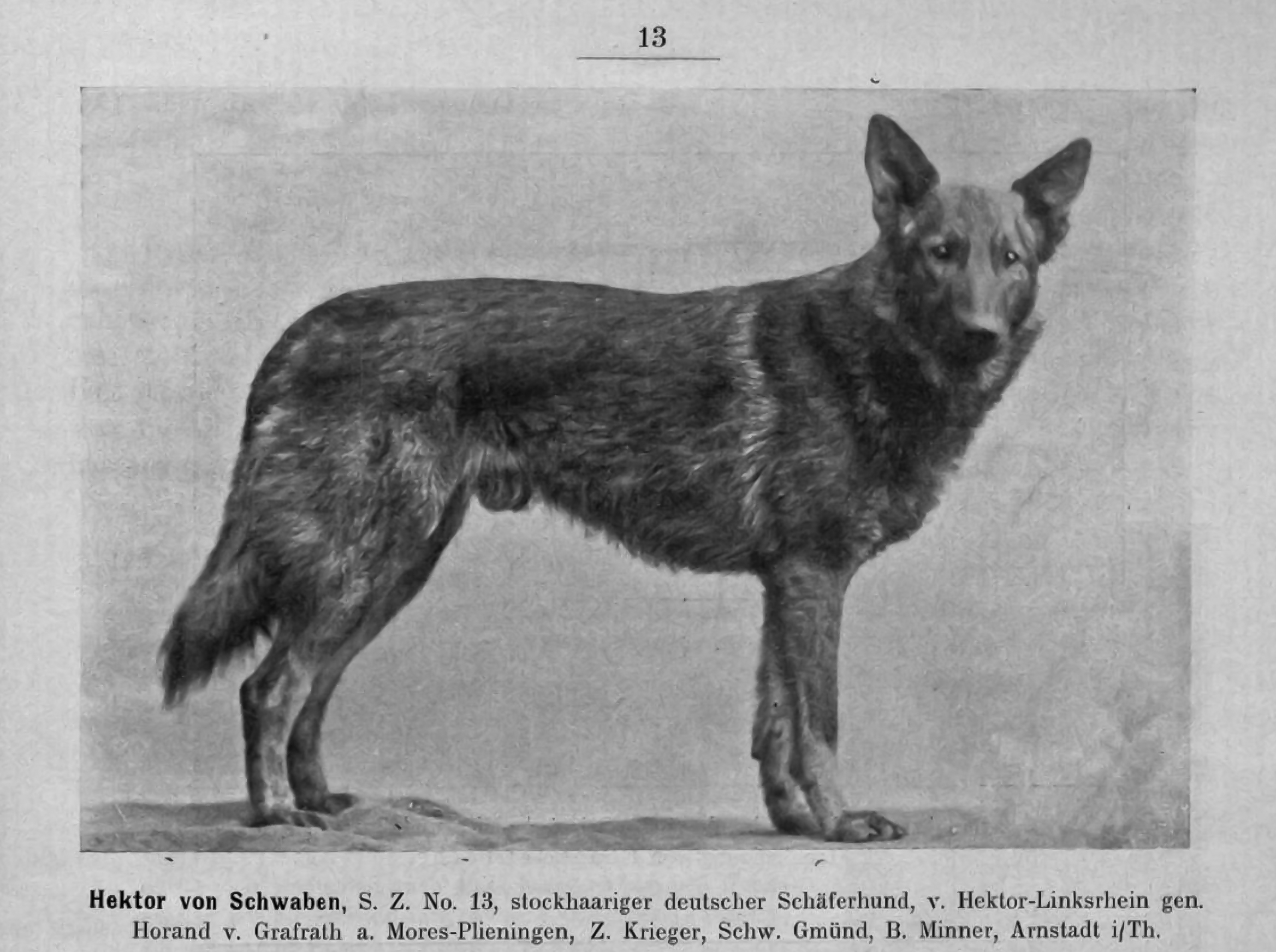
Um cão pastor-alemão, circa 1898.

Muitas das raças caninas que existem hoje, senão todas, foram desenvolvidas com o propósito de realizar algum trabalho específico, seja proteção, caça, pastoreio, etc. Porém, com a perda de utilidade de muitos dos trabalhos que antes eram essenciais e a crescente popularidade dos shows de conformação e o hobby de procriar cães com determinadas características anatômicas, produziram subdivisões dentro de muitas raças. Ainda que determinados cães pertençam a mesma raça em teoria, na prática seguiram objetivos distintos, separando-se entre os cães que se mantiveram na seleção funcional, trabalhando e preservando a aparência original, e os cães que foram selecionados ao longo de décadas para atender as preferências pessoais de seus criadores quanto a sua estética. Portanto, dentro de uma mesma raça existem cães ainda aptos para a função original da determinada raça, e cães que não são aptos para o mesmo, direcionados apenas à participar de exposições e servir como ótimas companhias para seus donos.
Estas são algumas raças originalmente criadas apenas para trabalho, muitas das quais ainda possuem estirpes aprimoradas para tal:
- Alabai
- Alano espanhol
- Bloodhound
- Braco alemão de pêlo curto
- Boiadeiro australiano
- Border collie
- Cão-de-ursos-da-carélia
- Dobermann
- Dogo argentino
- Elkhound norueguês
- Foxhound americano
- Husky siberiano
- Kangal
- Kelpie australiano
- Labrador retriever
- Galgo inglês
- Pastor-alemão

- Pastor-belga-malinois
- Pointer inglês

- Rottweiler